# Marina del Pilar Ávila Olmeda
Marina del Pilar Ávila Olmeda (Mexicali, 19 ottobre 1985) è una politica e avvocata messicana, governatrice della Bassa California dal 1º novembre 2021.

## Biografia
È nata a Mexicali, in Bassa California, il 19 ottobre 1985 da Marina del Pilar Olmeda García e José Francisco Ávila Hernández, entrambi avvocati e professori. Da piccola aveva interesse per la musica e la danza, e le piaceva andare a cavallo.
Nel 2009 studia e si laurea in diritto presso il Centro d'insegnamento tecnico e superiore di Mexicali; successivamente consegue due master, il primo in diritto pubblico presso l'Istituto tecnologico e di studi superiori di Monterrey, dall'agosto 2010 al dicembre 2011, mentre l'altro in pubblica amministrazione all'Università autonoma della Bassa California dal 2014 al 2016. Diventa poi docente della Facoltà di scienze sociali e politiche presso quest'ulima università.

### Carriera politica
Entra poi in politica nel 2015 nel partito Morena. Nel 2016 si candida come deputata locale per il terzo distretto della Bassa California, non venendo però eletta.

#### Deputata federale (2018-2019)
Nel 2018 annuncia la sua candidatura come deputata federale per il secondo distretto della Bassa California con la coalizione Juntos Haremos Historia (composta da Morena e partito del Lavoro). Durante la sua campagna elettorale si batte per la lotta alla violenza di genere e alla lotta contro i femminicidi. Vince le elezioni, diventando così deputata federale della sessantaquattresima legislatura del Congresso dell'Unione dal 1º settembre 2018. Tuttavia si dimette il 1º marzo 2019, prima della normale chiusura della legislatura, per annunciare la sua candidatura come sindaca di Mexicali.

#### Sindaca di Mexicali (2019-2021)
Nell'aprile 2019 inizia la sua campagna elettorale sempre con la coalizione Juntos Haremos Historia e si conclude alla fine di maggio. I suoi temi principali sono: sicurezza, servizi di qualità, strade migliori, riduzione dell'inquinamento e miglioramento delle infrastrutture.
Vince le elezioni con il 45,46% dei voti e diviene sindaca di Mexicali. Assume ufficialmente la carica il 1º ottobre seguente.
Durante il suo mandato si occupa soprattutto di sanità e assistenza, inaugurando centri d'aiuto contro la violenza, ma anche di cultura, indicendo un giorno per celebrare la presenza degli immigrati cinesi nella città per conoscerne meglio la cultura.
Nel marzo 2021 si dimette, annunciando di candidarsi alla guida dello stato.

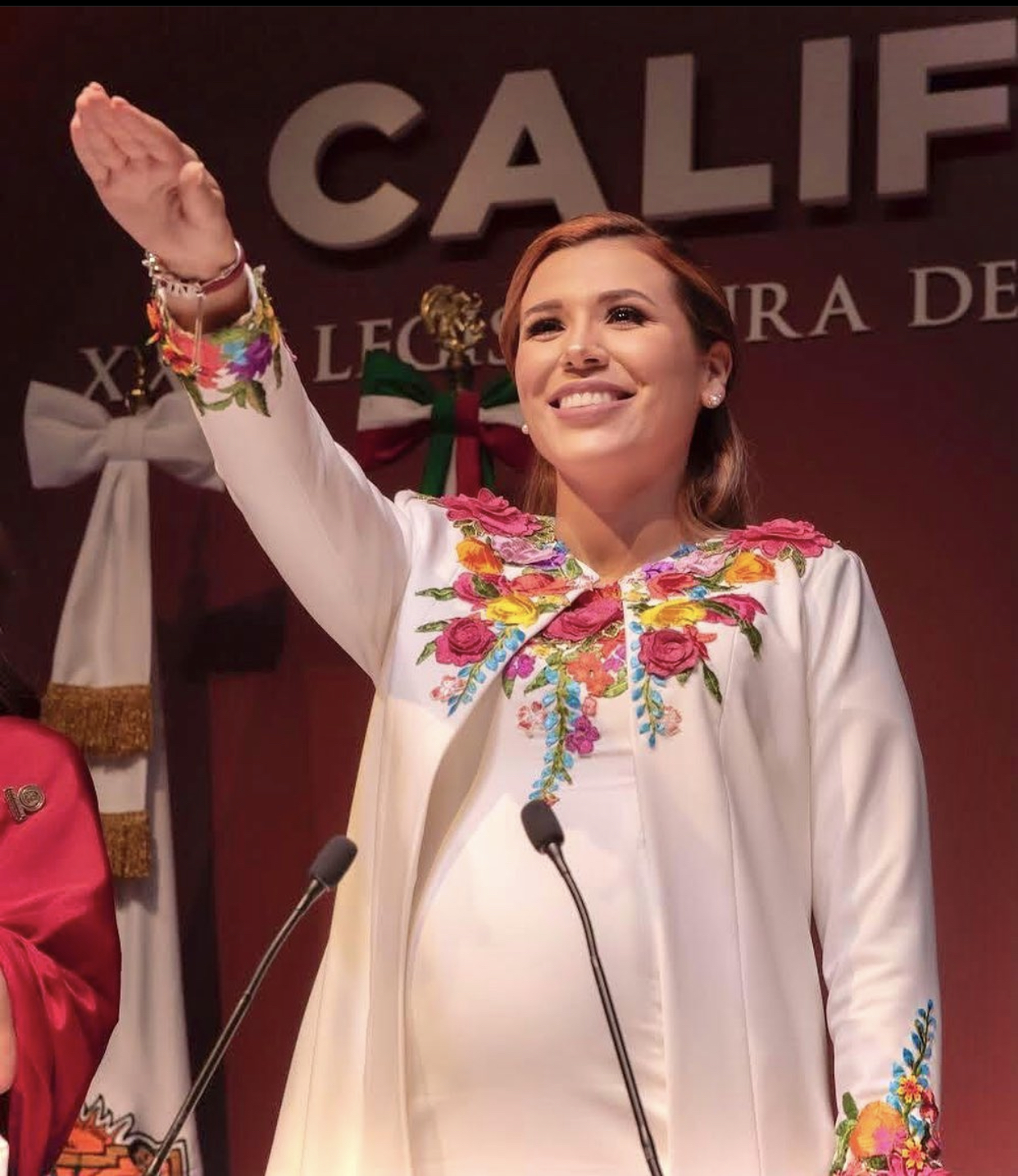
Marina del Pilar come governatrice della Bassa California nel 2021

#### Governatrice della Bassa California
Lancia quindi la sua campagna elettorale per le elezioni statali all'interno della coalizione Juntos Haremos la Historia - Baja California. La sua campagna elettorale è definita "la migliore campagna di tutto il Messico" di quelle elezioni.
Nel giugno 2021 si svolgono le elezioni, che la vedono al primo posto con 542.035 voti (circa il 48,20%), vincendo quindi le elezioni. Diventa la prima donna governatrice di questo stato e la più giovane nella storia della Bassa California. S'insedia ufficialmente il 1º novembre 2021.
Secondo "Consulta Mitofsky", una delle case di ricerca più prestigiose del Messico, Marina del Pilar Ávila Olmeda conta, al dicembre 2021, l'approvazione del 61,7% dei cittadini, numero più alto del mese precedente.

## Vita privata
Si sposa nel 2019 col politico Carlos Torres Torres e nel luglio 2021 annuncia di essere incinta. Nel novembre successivo, diventando goveratrice della Bassa California, diviene anche la prima persona ad essere incinta e contemporaneamente governatore di uno stato messicano. Il 15 gennaio 2022 nasce il bambino, che viene chiamato Diego José.